# Джамалов, Роальд Гамидович
Роальд Гамидович Джамалов (род. 1938) — учёный-геолог, гидрогеолог, лауреат премии имени Ф. П. Саваренского (2001).

## Биография
Родился 26 сентября 1938 года в Махачкале. По национальности кумык.
В 1962 году — окончил геологический факультет МГУ.
С 1968 года — работает в Институте водных проблем, заведующий лабораторией гидрогеологических проблем охраны окружающей среды (с 1985 года).
В 1991 году — защитил докторскую диссертацию.
Член-корреспондент РАЕН, член Американского Института Гидрологии.

## Научная и общественная деятельность
Направления научных исследований: подземный сток и ресурсы подземных вод, качество подземных вод.
Автор и соавтор 14 монографий, более 190 научных статей и нескольких крупных картографических изданий.
Один из авторов и редакторов карт подземного стока территории бывшего СССР и других регионов.
Заложил основы нового направления в области наук о Земле — морской гидрогеологии, выполнил региональную оценку субмаринного подземного стока в Мировой океан. Установлены основные закономерности формирования и распределения субмаринного подземного стока в различных природных зонах Земли и определена его роль в водном и солевом балансах морей.
Проводит исследования по изучению влияния нестационарности климата на условия формирования ресурсов поверхностных и подземных вод.
Ведет педагогическую деятельность: с 1996 года профессор кафедры экологии и наук о Земле Университета «Дубна», где читает курсы лекций по гидрогеологии, инженерной геологии и геокриологии.
Член ученых и диссертационного советов Института водных проблем РАН, председатель Секции гидрологических наук Национального геофизического комитета России, член редколлегий журналов «Водные ресурсы», «Недропользование XXI век».

## Основные публикации
- Зекцер И. С., Джамалов Р. Г., Месхетели А. В. Подземный водообмен суши и моря. Гидрометеоиздат, 1984.
- Зекцер И. С., Джамалов Р. Г. Подземные воды в водном балансе крупных регионов. Изд-во Наука, 1989.
- Dzhamalov R.G., Safronov Y. V. Elsevier’s Dictionary of Geoenvironment and Natural Disasters. Elsevier’s Publishing House, Amsterdam, 1999.
- Dzhamalov R.G., Zektser I.S. (Гл. редакторы) World Map of Hydrogeological Conditions and Groundwater Flow, scal 1:10 000 000. Hydroscience Press, USA, 1999.
- Джамалов Р. Г. Инженерная геология с основами геокриологии (учебник). Изд-во Университета "Дубна, " 2003.

## Награды
- Орден «Знак Почёта»
- Премия имени Ф. П. Саваренского (совместно с И. С. Зекцером, за 2001 год) — за работу «Карта гидрогеологических условий и подземного стока Мира» в масштабе 1:10000000
- Заслуженный деятель науки Российской Федерации (2008)
- Почётные дипломы Американского института гидрологии и Агентства по водным ресурсам Тайваня